# Herencia Mendeliana en el Hombre
Mendelian Inheritance in Man es una base de datos de genes humanos y trastornos y rasgos genéticos, con un enfoque particular en la relación gen-fenotipo. Está disponible de forma telemática en la web de la Facultad de Medicina de la Universidad Johns Hopkins, en la que se actualiza prácticamente a diario. Años atrás estaba disponible en formato de libro, cuyo título era Inheritance in Man (MIM). Actualmente la versión en línea se denomina Online Mendelian Inheritance in Man (OMIM).
El proyecto fue iniciado y desarrollado en los años 60 por el doctor Victor A. McKusick y colegas de la universidad Johns Hopkins.

## El código MIM
En el código de cada enfermedad aparece en primer lugar un símbolo que indica el tipo de entrada.
*: La entrada corresponde a un gen.
#: Se describe un fenotipo que, normalmente, está representado por más de un locus.
+: Se conocen la secuencia y le fenotipo del gen.
 %: La entrada describe un fenotipo del cual no se conoce la base molecular.
Ausencia de símbolo: no se ha establecido aún la base mendeliana de un determinado gen, o bien la diferencia con otro fenotipo no es clara.
^: La entrada ha dejado de existir.
Cada enfermedad y gen tiene asignado un código de seis dígitos en el que el primer número clasifica el método de herencia.
| Primer dígito | Rango de código MIM | Método de la herencia                                              |
| 1             | 100000-199999       | Autosómico locus o fenotipo (creado antes de 15 de mayo de 1994)   |
| 2             | 200000-299999       | Autosómico locus o fenotipo (creado antes de 15 de mayo de 1994)   |
| 3             | 300000-399999       | asociado a cromosoma X locus o fenotipo                            |
| 4             | 400000-499999       | asociado a cromosoma Y locus o fenotipo                            |
| 5             | 500000-599999       | Mitocondrial locus o fenotipo                                      |
| 6             | 600000-             | Autosómico locus o fenotipo (creado después de 15 de mayo de 1994) |

Las llaves '{}' indican mutaciones que contribuyen en mayor o menor medida a sufrir desórdenes multifactoriales.
Un signo de interrogación '?' antes del nombre de la enfermedad indica una asignación sin confirmar.
El número en paréntesis tras el nombre de cada enfermedad indica:
(1) la enfermedad se categoriza estudiando el fenotipo silvestre.
(2) es el fenotipo de la enfermedad el que es categorizado
(3) Se conocen las bases moleculares de la enfermedad(
(4) la enfermedad es debida a una delección o duplicación de carácter cromosomal.

## Información disponible
Lo primero que encontramos es el código de identificación seguido del nombre o de los distintos nombres que recibe la enfermedad.
También vienen especificados en una tabla el fenotipo, el código del fenotipo, el código del gen, la incidencia de la enfermedad, las bases moleculares de la misma, síntomas, fecha en que la enfermedad fue descrita por primera vez.
Otras informaciones disponibles son:
- Resumen clínico, en el que se exponen los diferentes fenotipos descritos según la parte del cuerpo, las anomalías que se han encontrado y la base molecular.
- Mapa genético, se muestran, para un cromosoma determinado, todas las mutaciones responsables de distintas enfermedades. Están clasificados según su disposición en el cromosoma y se indican las siguientes informaciones: el gen, el código OMIM del gen, el fenotipo y su código OMIM y diversos comentarios.
- Serie de fenotipos para un mismo síndrome o enfermedad. Están indicados sus códigos OMIM, los genes, su localización, además de un enlace del mapa fenotípico